# Miroslav Tuđman
Miroslav Tuđman (ur. 25 maja 1946 w Belgradzie, zm. 31 stycznia 2021 w Zagrzebiu) – chorwacki naukowiec i polityk, wykładowca akademicki, parlamentarzysta, kandydat w wyborach prezydenckich. 

## Życiorys
Syn pierwszego prezydenta niepodległej Chorwacji Franja Tuđmana oraz jego żony Ankicy. Dzieciństwo spędził w Belgradzie, w 1961 wraz z rodziną przeniósł się do Zagrzebia. Ukończył w 1970 studia na wydziale filozofii Uniwersytetu w Zagrzebiu. Podjął pracę zawodową na tym wydziale, w 1985 uzyskał stopień naukowy doktora w zakresie nauk o informacji. W 1989 utworzył instytut nauk o informacji na macierzystej uczelni. W 1991 brał udział w wojnie o niepodległość. W 1992 został dyrektorem centrum badań strategicznych, a następnie wicedyrektorem narodowego biura bezpieczeństwa. Był jednym z założycieli i dyrektorem pierwszej chorwackiej agencji wywiadowczej (Hrvatska izvještajna služba), funkcję tę pełnił w latach 1993–1998 i 1999–2000. W międzyczasie objął stanowisko profesora na Uniwersytecie w Zagrzebiu.
Na początku lat 90. zakładał wraz z Antunem Vujiciem partię Socjaldemokraci Chorwacji. Wkrótce jednak przeszedł do ugrupowania swojego ojca, Chorwackiej Wspólnoty Demokratycznej (HDZ), jednak nie angażował się politycznie przez kilka lat. W 2001 organizował niezależną listę wyborczą w wyborach lokalnych w Zagrzebiu, uzyskał mandat radnego chorwackiej stolicy, po czym współtworzył nową partię o nazwie Hrvatski istinski preporod, która jednak nie odniosła żadnych sukcesów wyborczych. Miroslav Tuđman zdecydował się wystartować jako kandydat niezależny w wyborach prezydenckich w 2009, w pierwszej turze głosowania otrzymał 4,09% głosów.
W 2011 jego ugrupowanie zostało rozwiązane, a on sam powrócił do współpracy z Chorwacką Wspólnotą Demokratyczną. Z jej ramienia w wyborach parlamentarnych w tym samym roku uzyskał mandat posła do Zgromadzenia Chorwackiego. W 2015, w 2016 i 2020 z powodzeniem ubiegał się o poselską reelekcję.
Zmarł 31 stycznia 2021 na skutek choroby COVID-19.

## Odznaczenia
- Order Księcia Trpimira (1995)[8]
- Order Księcia Domagoja (1995)[9]